# Аврикур (Оаза)
Аврикур (фр. Avricourt) насеље је и општина у североисточној Француској у региону Пикардија, у департману Оаза која припада префектури Компјењ.
По подацима из 2011. године у општини је живело 261 становника, а густина насељености је износила 37,23 становника/km². Општина се простире на површини од 7,01 km². Налази се на средњој надморској висини од 76 метара (максималној 95 m, а минималној 73 m).

## Демографија
| 1962. | 1968. | 1975. | 1982. | 1990. | 1999. | 2011. |
| ----- | ----- | ----- | ----- | ----- | ----- | ----- |
| 165   | 185   | 174   | 188   | 195   | 216   | 261   |

График промене броја становника у току последњих година